# Caestus

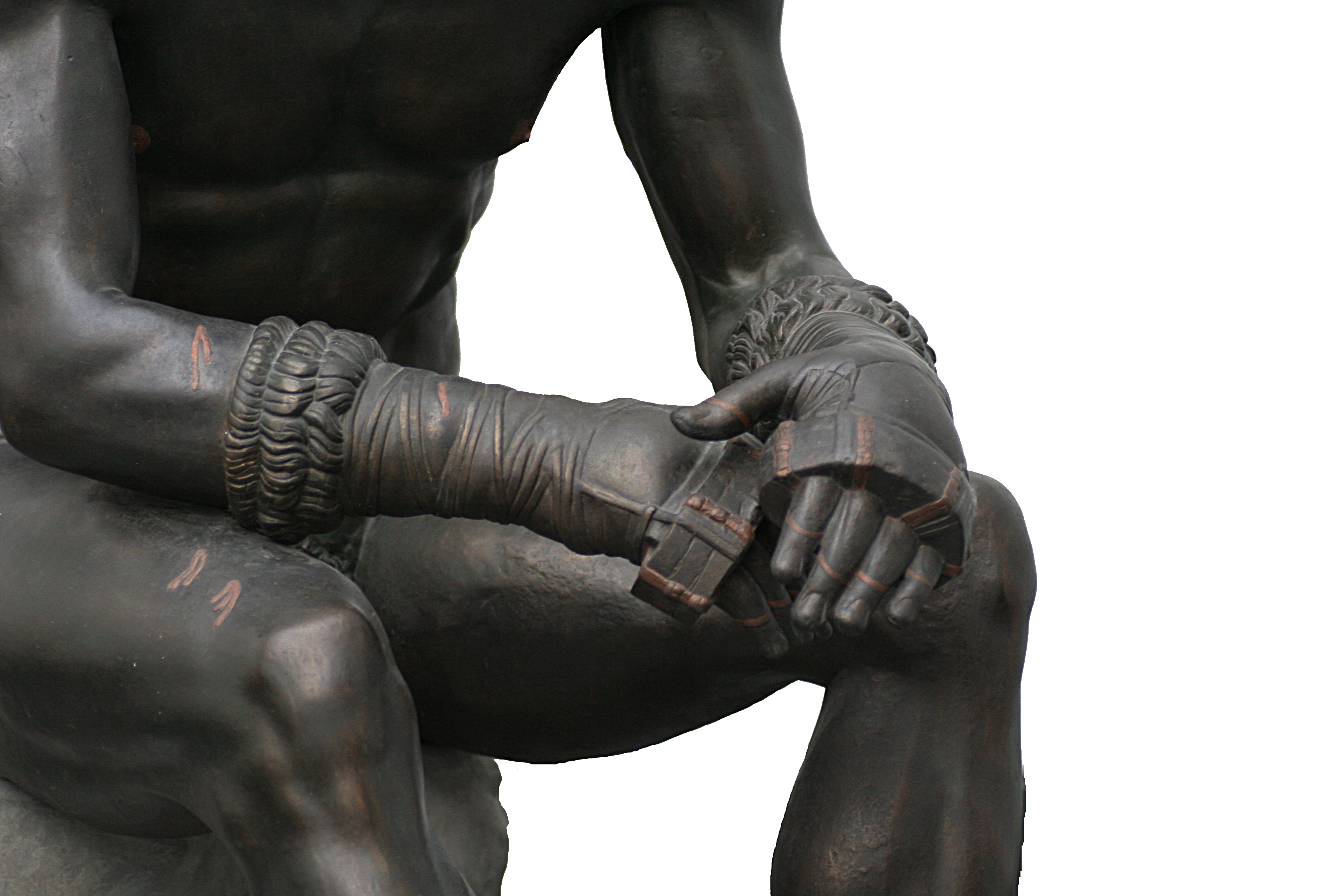
Detalles de los caestus de la escultura Púgil en reposo.

Caestus o cestus es un antiguo guante de batalla que a veces se utilizaba en el pancracio, uno de los varios deportes que componían los Juegos Olímpicos Antiguos. El efecto sería equivalente al actual puño de acero.
La palabra caestus (plural: caestūs) proviene del latino que deriva del verbo caedere 'pegar' o 'golpear'. Por el contrario, no está relacionado con el nombre similar cestus (plural: cestī), que se refiere a una especie de cinturón usado por las mujeres en la Antigua Grecia.
La primera versión del caestus de batalla estaba hecho con una serie de tiras de cuero atadas a la mano. Los griegos las usaron en las competiciones cuerpo a cuerpo, donde solo importaba noquear al adversario. Posteriormente, los romanos realizaron ciertas modificaciones mediante la adición de piezas metálicas, incluyendo pinchos y placas de hierro. 
Los caestus fueron utilizados con frecuencia en los combates de gladiadores romanos, donde los combatientes desarmados por sus contrincantes —en su mayoría esclavos —debían luchar hasta la muerte con lo que podían. Esta forma de boxeo se hizo cada vez más sangrienta hasta que fueron oficialmente prohibidos en el siglo I a. C., mientras que la lucha mano a mano fue prohibida en 393. La obra más famosa donde se puede observar un caestus es la escultura Púgil en reposo.